# John Mirona
John Michel Mirona (arabisch جون ميشيل ميرونا; * 1962) ist ein ehemaliger sudanesischer Boxer.
Er trat bei den Olympischen Sommerspielen 1988 in Seoul an. Im Federgewichtsturnier 1988 kam er auf Rang 17.